# 町一番のけちんぼう
『町一番のけちんぼう』（まちいちばんのけちんぼう）は、朝日放送製作テレビ朝日系列にて1978年12月24日に放映されたアニメ作品である。

## 概要
1987年まで毎年12月24日に放送される『クリスマス・テレビ・スペシャル』の第1回作品。トップクラフトとランキン・バス・プロダクションとの合作で、国内で放映された数少ない作品である。
原作はC・ディケンズの「クリスマス・キャロル」で、ミュージカル仕立てのクリスマスにふさわしいアニメとなっている。

## 放送時間
- 日曜16:30 - 17:25（JST）

## あらすじ
1840年代のこと、霧の都ロンドンでは昔ながらのクリスマスを迎えようとしていた。意地悪で、ケチで、心が冷たく無情なスクルージという男はひとりベッドで寝つかれないでいると、死んだはずの、昔の共同経営者のマーリィの幽霊が家に訪れてくる。マーリィは、金儲けのために自分の人生をいかに無駄にしたかを訴え、自分のようにみじめにならないうちに改心して欲しいとスクルージに言い、今晩3つの幽霊が訪れることを告げる。さて、教会の時計が午前1時を告げると、第1の幽霊が現れた。それは過去のクリスマスの幽霊でスクルージがまだ若かった頃のことを見せだした…。

## スタッフ
- 製作：ランキン・バス・プロダクション／トップクラフト
- 原作：チャールズ・ディケンズ
- 脚本：Romeo Muller
- 音楽：Fred Spielman
- プロデューサー：原徹
- アニメーションスーパーバイザー：窪詔之
- ストーリー・ボード：山田勝久
- 演出：山田勝久
- 作画監督：小林一幸・窪秀巳
- 原画：吉田忠勝・佐々木よし子・吉田正広・河田章子
- 美術設定：西田稔・吉原一輔
- 美術：伊藤和子
- キャラクター・デザイン：Paul Coker Jr.

## キャスト
- スクルージ：財津一郎
- ハンバッグ：堺正章
- マーリィ：ジェリー藤尾
- ベル：太田裕美
- フレッド：青山明
- マーサ：水森亜土
- スピリット：友竹正則

## 備考
- プロデューサーを務めた原徹によると主人公であるスクルージーは映画「がんばれベアーズ」のウォルター・マッソーがモデルで主演の映画「ハロー・ドーリー!」のビデオを見ながら彼のクセと表情を研究してスクルージーを作り上げたという。その上で老けさせたため「ちょっと見ると、彼がモデルだなんて誰も気づかないでしょうね」と語っている。[2]